# Bačvište
Bačvište (cyr. Бачвиште) – wieś w Serbii, w okręgu pczyńskim, w gminie Vladičin Han. W 2011 roku liczyła 41 mieszkańców.